# 山口市立大内中学校
山口市立大内中学校（やまぐちしりつ おおうちちゅうがっこう
英語: Yamaguchi City Ouchi Junior High School）は、山口県山口市大内長野にある公立中学校。25学級、生徒数705名（2022年現在）である。

## 校訓
- ｢自立･克己･友愛｣

## 教育目標
- 「大内中 美･礼･時（village）の推進」に力を入れている。

## 沿革
- 1947年（昭和22年） - 新制中学校発足に伴い大内村立大内中学校として開校。
- 1958年（昭和33年） - 町村合併により大内町立大内中学校となる。
- 1963年（昭和38年） - 山口市と大内町との合併により、山口市立大内中学校に改称。

## 活動
・校内に有志生徒によるボランティア部隊｢大内中MSO（Mission Specialist Ouchi）｣を2014年2月より組織し、黄色や橙色のベストを身にまとった生徒が、交通立哨や地域のイベント等に参加している。